# L'Épouse 91
L'Épouse 91 (titre original : Bride 91) est une nouvelle humoristique de science-fiction de Robert Silverberg.

## Publications
Entre 1967 et 2014, la nouvelle a été éditée à une vingtaine de reprises dans des recueils de nouvelles de Robert Silverberg ou des anthologies de science-fiction.

### Publications aux États-Unis
La nouvelle a été écrite en mars 1967 et est parue en septembre 1967 sous le titre Bride Ninety-One (ou Bride 91) dans le magazine If.
Elle a ensuite été régulièrement rééditée dans divers recueils de Robert Silverberg et diverses anthologies.

### Publications en France
La nouvelle est publiée en France :
- dans Galaxie (2e série) no 47, éditions OPTA, mars 1968, sous le titre La Mariée n°91 ;
- dans le recueil Les Chants de l'été, éd. J'ai lu, novembre 1982 ; réédition mai 1991 ;
- en 2002, dans le recueil Le Chemin de la nuit, avec une traduction de Corinne Fisher, avec une nouvelle édition en livre de poche chez J'ai lu en 2004. Elle est donc l'une des 124 « meilleures nouvelles » de Silverberg sélectionnées pour l'ensemble de recueils Nouvelles au fil du temps, dont Le Chemin de la nuit est le premier tome.

### Publication en Grande-Bretagne
La nouvelle a été publiée en Grande-Bretagne dans l'anthologie To the Dark Star (1991).

### Publications dans d'autres pays européens
La nouvelle a été publiée :
- en Italie sous le titre La sposa n. 91 (1968)
- aux Pays-Bas sous le titre Bruid 91 (1971)
- en Allemagne :
  - sous le titre Braut Einundneunzig (1971)
  - sous le titre Die 91. Braut  (1972).

## Résumé
Le récit commence par le mariage du narrateur avec Landy. Deux particularités dans ce mariage : la première est que le narrateur est un humain tandis que Landy est une extraterrestre de race suvornaise ; la seconde particularité est que le contrat est prévu pour durer six mois, et que le narrateur s'était déjà marié 90 fois auparavant. 
La nouvelle évoque sur un ton humoristique la vie conjugale entre un humain et une suvornaise à compter de la nuit de noces, avec tous les petits tracas du quotidien et les difficultés de vivre avec une personne de culture radicalement différente (mais cette situation « exotique » qui plaît au narrateur). 
À la fin du récit, le narrateur, après avoir hésité, renouvelle le contrat de mariage avec Landy, sauf que cette fois-ci, le couple ira vivre sur la planète Suvorna. Dans la mesure où dans la loi suvornaise le mariage avec une femelle implique le mariage avec l'intégralité de ses sœurs, et où Landy a 16 sœurs, le narrateur épouse donc en bloc 17 suvornaises…